# 서커우

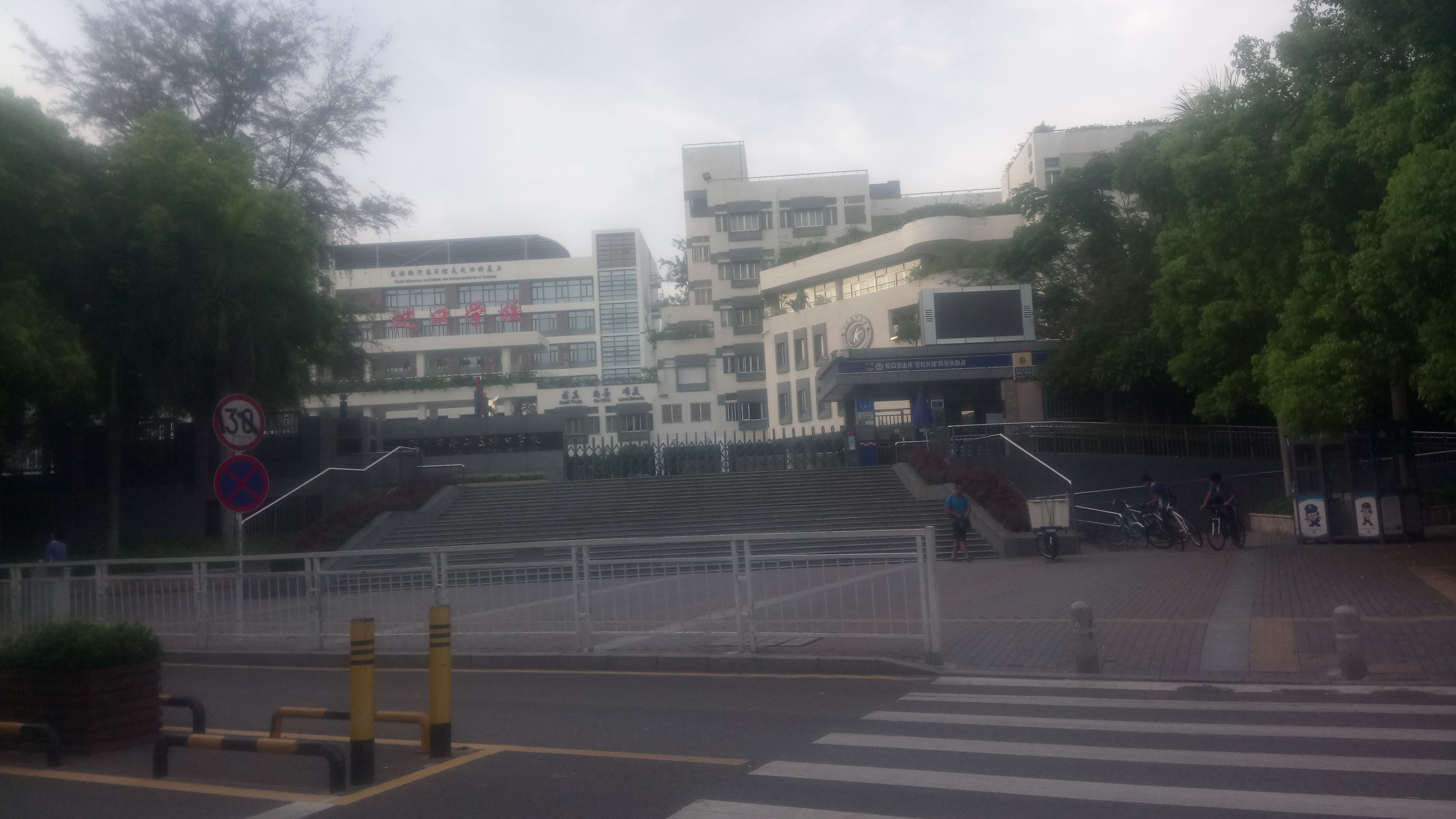
선전시 서커우 학교 전경. 1등급, 2등급으로 나뉘어 운영되고 있는 특이한 건축물이기도 함.

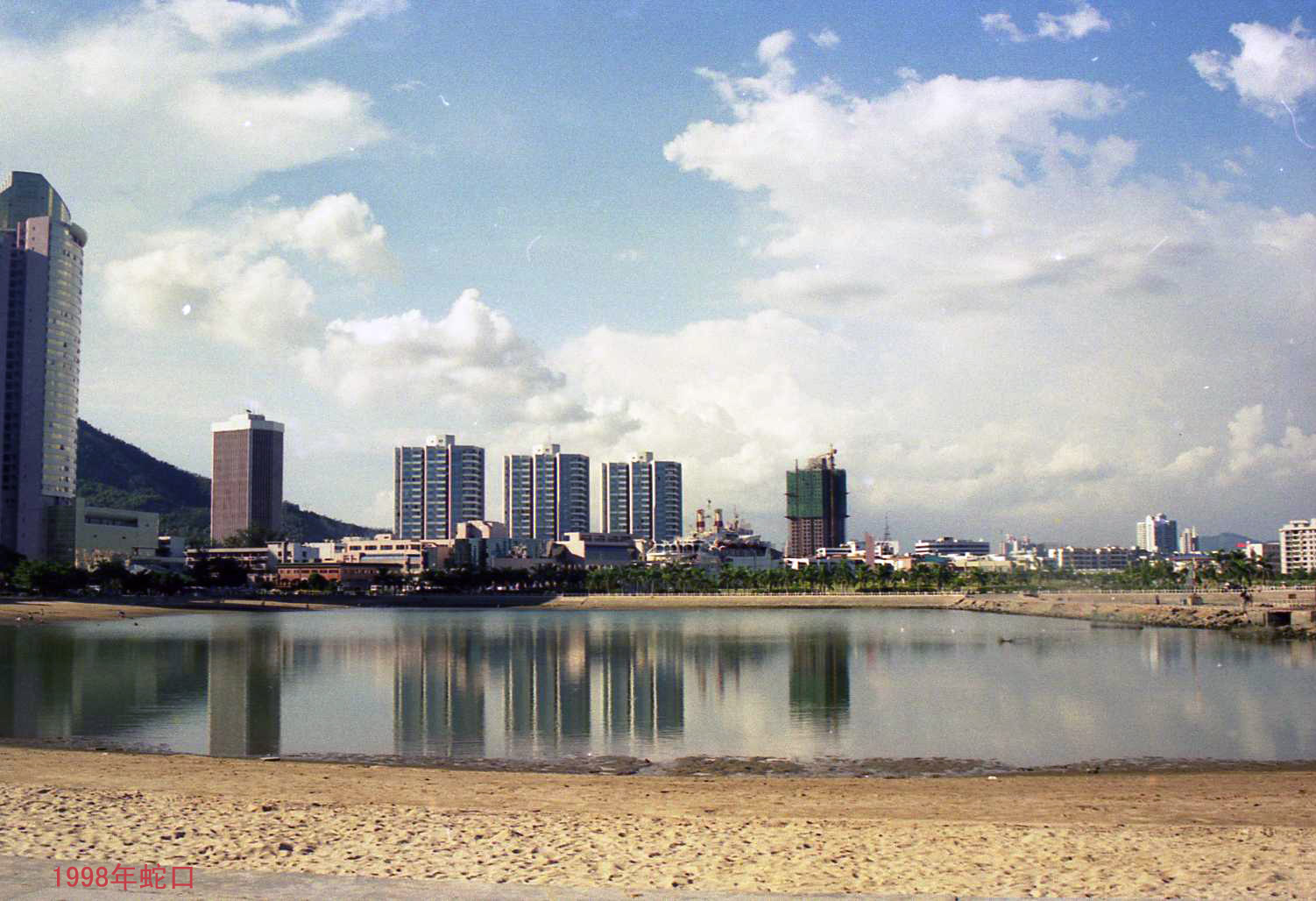
1998년 당시의 서커우 전경. 주변에는 해안가가 호수를 연상시키는 느낌이 있다. 후쿠오카 아일랜드시티와 달리 서커우는 한국의 청라국제도시처럼 육지부를 개량한 최첨단 도시로 도약하려는 의도로 풀이한다.

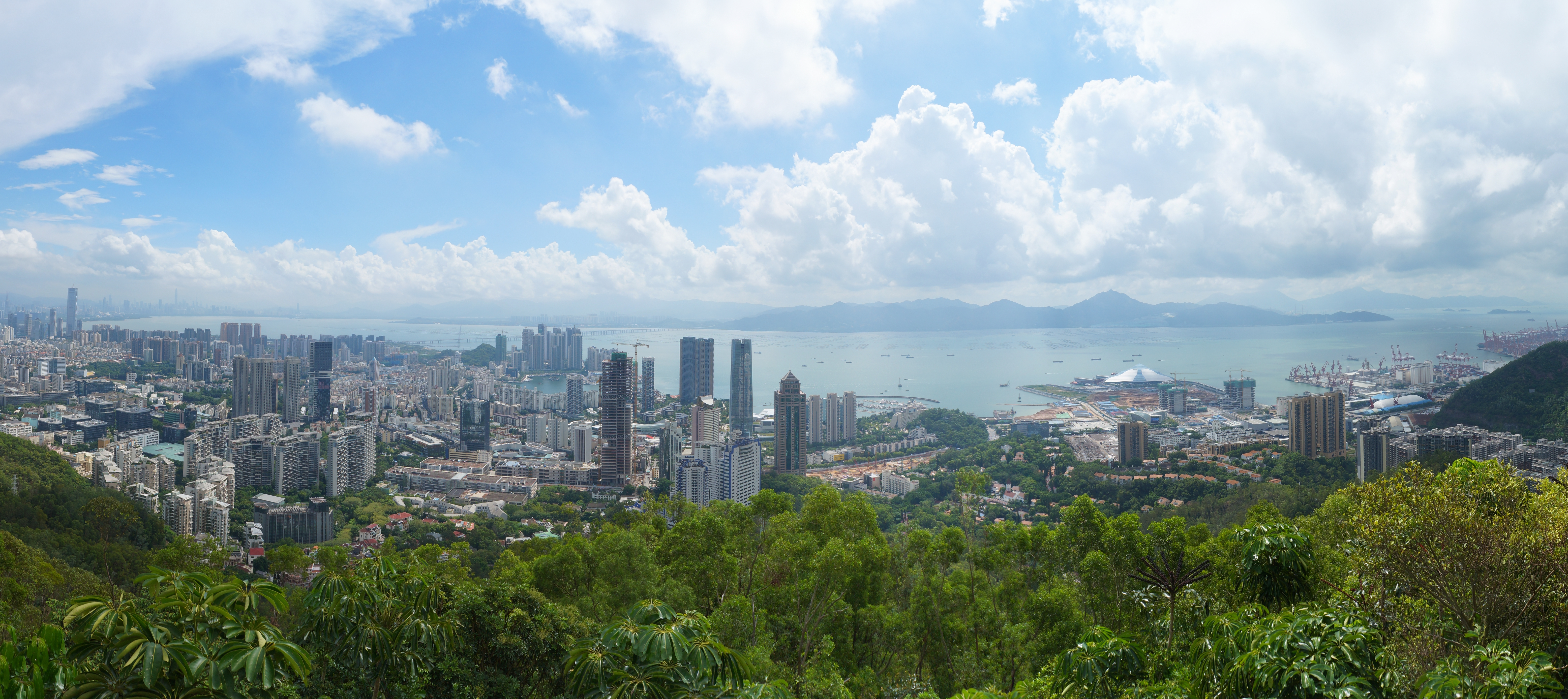
후하이만(Deep Bay)을 중심으로 바라본 서커우 전경. 해당 만을 건너 저편의 등골진 부분이 홍콩이다.

서커우(중국어: 蛇口)는 중국 광둥성 선전시 난산구의 최남단에 위치하고 있는 지역이다. 그러나 이 지역은 서커우 시장이 가장 유명한 장소로 알려져 왔으며, 의미는 뱀의 입과 비슷하게 생긴 것으로 유래되어 온 곳이다. 그래서 주변에 항구가 세워져 있는 것으로 알려져 왔다. 특이하게도 이 지역은 홍콩을 통해 세계의 무대로 진출시킬 수 있는 중국의 유일한 국제 관문 지역이기도 하며, 외국인 관광객들은 대부분 홍콩 국제공항 대신 선전 바오안 국제공항을 통해 입국하게 되는 경우가 거의 상당수를 차지하고 있다. 또한 교육 시설로는 심천한국국제학교가 대표적인 국제 교육 시설로 자리잡고 있으며, 인근에는 일본인 아이들을 학습하기 위한 교육시설인 선전 일본인 학교도 세워져 있다. 인근의 홍콩으로 내려가면 윈롱이라는 번화가가 존재한다. 그래서 한국의 송도국제도시나 일본의 후쿠오카 아일랜드시티와 유사하게 경제자유구역으로 지정된 장소이기도 하다. 도로 교통은 홍콩으로 이어줄 간선 도로망인 홍콩 10호 간선이 있으며, 이 도로를 이용하면 홍콩까지 접근 가능하다.

## 같이 보기
- 선전시
  - 난산구 (선전시)
- 홍콩